# Sausenberg (Groß Lassowitz)
Sausenberg, polnisch Szumirad ist ein Dorf im polnischen Powiat Kluczborski der Woiwodschaft Opole. Es gehört zur zweisprachigen Gemeinde Gross Lassowitz.

## Geographie

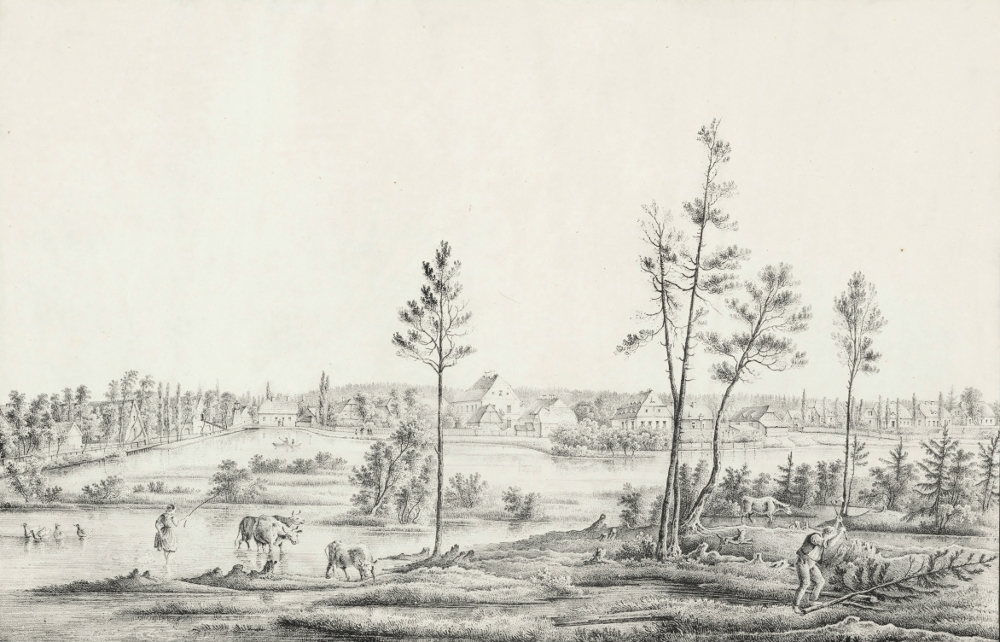
Sausenberg um 1850

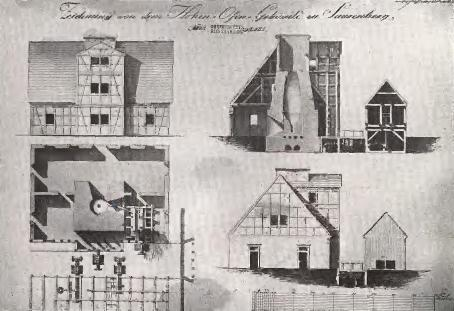
Alte Zeichnung eines Hochofens in Sausenberg

### Geographische Lage
Sausenberg liegt im Nordwesten der historischen Region Oberschlesien. Das Dorf liegt fünf Kilometer nordwestlich vom Gemeindesitz Groß Lassowitz, rund siebzehn Kilometer südlich von der Kreisstadt Kluczbork (Kreuzburg) und rund 29 Kilometer nordöstlich der Woiwodschaftshauptstadt Opole (Oppeln).
Durch den Ort fließt die Bystrzyna, ein linker Zufluss des Budkowitzer Bachs (poln. Budkowiczanka). Das Dorf ist umgeben von weitläufigen Waldgebieten. Durch Sausenberg verläuft die Woiwodschaftsstraße Droga wojewódzka 494.

### Nachbarorte
Nachbarorte von Sausenberg sind im Norden der Gemeindesitz Groß Lassowitz (poln.  Lasowice Wielkie), im Nordosten Kudboa (poln. Chudoba), im Südwesten Bierdzan (poln. Bierdzany) und im Nordwesten Trebitschin (Trzebiszyn).

## Geschichte
1741 wurde dem Grundherrn Johann Georg von Jänisch in Sausenberg eine Messingfabrik gegründet. Sausenberg entwickelte sich bis zum Ende des 18. Jahrhunderts zu einer kleinen Industriestadt. Es wurden mehrere Hochöfen angelegt. Auch für die Schafzucht war der Ort regional bekannt. Mit Beginn des Ausbaus des Oberschlesischen Kohlereviers sank die Bedeutung des Industrieorts Sausenbergs ab Beginn des 19. Jahrhunderts allmählich.
Nach der Neuorganisation der Provinz Schlesien gehörte die Landgemeinde Sausenberg ab 1816 zum Landkreis Rosenberg O.S. im Regierungsbezirk Oppeln. In den 1820er Jahren wanderte ein Teil der Sausenberger Bevölkerung, aufgrund des Verlust von Arbeitsplätzen, nach Brasilien aus. Zusammen mit anderen Siedlern aus der Region gründeten sie neue Siedlungen rund um Ipanema, westlich von Sao Paulo. 1845 bestanden im Dorf ein Schloss, ein Vorwerk, eine katholisch Schule, eine Ziegelei, ein Hochofen und 54 weitere Häuser. Im gleichen Jahre lebten in Sausenberg 885 Menschen, davon 143 evangelisch und vier jüdisch. 1865 wurde der letzte noch betriebene Holzofen im Ort geschlossen. Damit verlor Sausenberg seine Stellung als Industrieort. Ab 1874 wurde der Amtsbezirk Sausenberg gegründet eingegliedert, welcher aus den Landgemeinden Chudoba, Groß Lassowitz, Grunowitz, Klein Lassowitz, Laskowitz, Marienau, Sausenberg, Skorkau und Trzebitschin und den Gutsbezirken Chudoba, Groß Lassowitz, Grunowitz, Klein Lassowitz, Laskowitz, Sausenberg, Skorkau und Trzebitschin bestand. Erste Amtsvorsteher war der königliche Oberamtmann von Blacha in Jaschine.
Bei der Volksabstimmung in Oberschlesien am 20. März 1921 stimmten 138 Wahlberechtigte für einen Verbleib bei Deutschland und 36 für Polen, im Gutsbezirk Sausenberg stimmten 205 Personen für Deutschland und 36 Personen für Polen. Sausenberg verblieb beim Deutschen Reich. 1925 lebten im Ort 556 Einwohner, 1933 hatte der Ort 513 Einwohner und im Jahr 1939 waren es 1.625 Einwohner. Bis 1945 befand sich der Ort im Landkreis Rosenberg O.S.

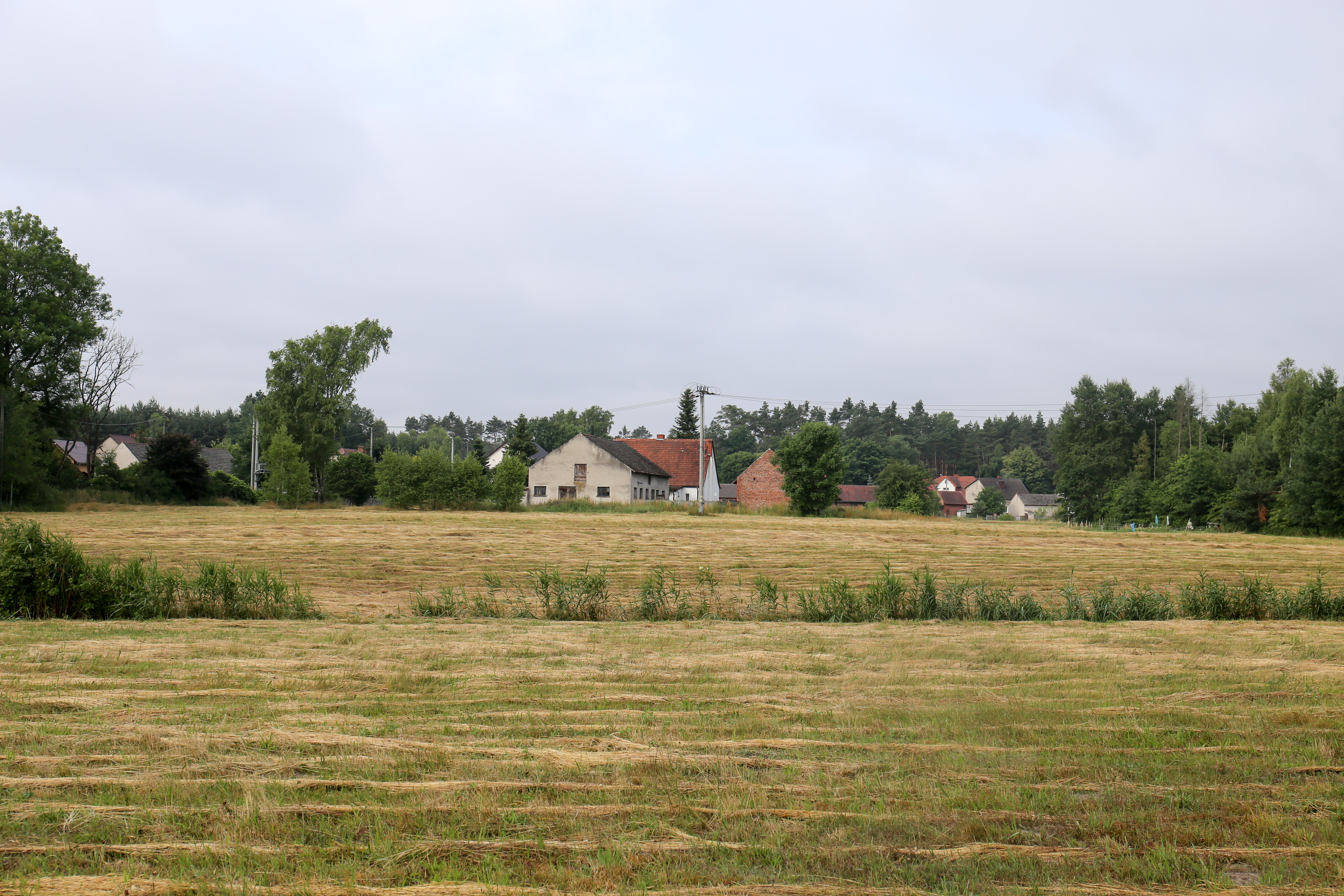
Sausenberg 2021

Als Folge des Zweiten Weltkrieges kam der bisher deutsche Ort Sausenberg 1945 an Polen, wurde in Szumirad umbenannt und der Woiwodschaft Schlesien angeschlossen. Von 1945 bis 1975 befand sich der Ort im Powiat Oleski. 1950 kam der Ort zur Woiwodschaft Opole. 1999 kam der Ort zum neugegründeten Powiat Kluczborski. Am 18. Oktober 2006 wurde in der Gemeinde Groß Lassowitz, der Sausenberg angehört, Deutsch als zweite Amtssprache eingeführt. Im gleichen Jahr zähle das Dorf 171 Einwohner. Am 16. August 2010 erhielt der Ort zusätzlich den amtlichen deutschen Ortsnamen Sausenberg.

## Sehenswürdigkeiten
- 1958 wurde im Südosten des Dorfes das Reservat Smolnik (poln. Rezerwat przyrody Smolnik) gegründet. Das 23 Hektar große Gebiet schützt eine Landschaft mit einem 12 Hektar Teich, welcher u. a. das Zuhause für Biber und Hechte ist.[11]
- Ehemaliges Empfangsgebäudes des Bahnhofes

## Verkehr
Sausenberg hatte einen Bahnhof an der Bahnstrecke Kędzierzyn-Koźle–Kluczbork.